# Балта (Мехединци)
Балта (рум. Balta) је село и управно седиште истоимене општине Балта, која припада округу Мехединци у Републици Румунији.
Село се налази на надморској висини од 490 метара, 278 километара западно од Букурешта, 28 km од седишта округа, Дробете-Турну Северина, 146 километара од Темишвара и 112 km западно од Крајове.

## Становништво
По последњем попису из 2002. године село Балта имало је 388 становника. Последњих деценија број становника опада. Житељи овог села су већином Румуни.